# Одесская фабрика технических тканей
Одесская фабрика технических тканей (укр. Одеська фабрика технічних тканин) — промышленное предприятие в городе Одесса.

## История
Предприятие было основано в июле 1887 года под наименованием «Товарищество бумаго-джутовой фабрики в Российской империи» и начало работу в 1888 году, в 1909 году владельцем одесской джутовой фабрики стало французское акционерное общество. Поскольку фабрика выпускала полотно из индийского джута, после начала первой мировой войны положение предприятия осложнилось.
19 марта 1917 года по решению Одесского Совета на промышленных предприятиях Одессы (в том числе, на джутовой фабрике) был введён 8-часовой рабочий день.
В конце 1918 года фабрика остановилась и была вновь введена в эксплуатацию только в марте 1920 года. После гражданской войны фабрика была национализирована, восстановлена и реконструирована. В 1923 году при фабрике были открыты первые в Одессе детские ясли на 50 человек, фабричная столовая и библиотека, в 1924 году — детский сад на 100 человек. В 1929 году на фабрике вступили в строй новые сновально-шлихтовальный цех, прядильный цех и ремонтно-механический цех, было освоено производство новой продукции — линолеумного холста (который использовался для производства линолеума на одесском линолеумном заводе «Большевик»).
В 1931 году при джутовой фабрике открылась школа фабрично-заводского обучения.
В ходе индустриализации 1930х годов количество промышленных предприятий в Одессе и Одесской области увеличилось и осенью 1934 года Одесская пенько-джутовая фабрика им. А. В. Хворостина (ранее относившаяся к категории предприятий республиканского подчинения) была передана в ведение наркомата местной промышленности.
В 1939 году джутовая фабрика входила в число ведущих предприятий Одессы.
После начала Великой Отечественной войны в начале июля 1941 года в Одессе началось создание истребительных батальонов и частей народного ополчения, в которые вместе с рабочими других одесских предприятий вступили работники джутовой фабрики. В связи с приближением к городу линии фронта основное оборудование завода было эвакуировано в город Фрунзе Киргизской ССР.
Во время немецко-румынской оккупации на джутовой фабрике возникла женская подпольная организация во главе с женой военнослужащего О. Т. Зарембовской, участники которой уничтожили 7 тысяч мешков и бросили в пруд оборудование 12 ткацких станков, предназначенных к вывозу в Румынию. В ходе боевых действий завод пострадал, а перед отступлением немецко-румынских войск — был полностью разрушен румынскими оккупантами, но уже в 1944 году началось восстановление и техническое перевооружение предприятия на базе новой техники. В 1945 году фабрика выпустила первую послевоенную продукцию и в дальнейшем вошла в число ведущих промышленных предприятий Одессы.
На фабрике были установлены машины-автоматы для раскроя тканей, цепные конвейеры, в начале 1980х годов началось внедрение высокопроизводительного прядильного и ткацкого оборудования.
В 1982 году фабрика производила 27 % всех пенько-джутовых тканей СССР, основной продукцией являлись джутовые мешки для сахара, руды и иных грузов. Также, фабрика являлась единственным предприятием СССР, которое производило джутовую ткань для изготовления линолеума.
После провозглашения независимости Украины положение предприятия осложнилось в связи с увеличением импорта в страну технических тканей иностранного производства, предприятие было преобразовано в общество с ограниченной ответственностью. Находившиеся на балансе предприятия жилые дома были переданы в коммунальную собственность города.
1 сентября 1993 года находившиеся на балансе фабрики ПТУ № 33 и общежитие передали в коммунальную собственность города.
В ночь с 18 на 19 ноября 2013 года на джутовой фабрике произошел масштабный пожар. Жертв и пострадавших не было, но сгорела большая часть складов и огонь уничтожил кровлю и перекрытия на площади 850 м².